# Сон (новела)
«Сон» — новела українського письменника Михайла Коцюбинського. Опублікована у Чернігові 28 травня 1911 року. Вперше надрукована була у журналі «Літературно-науковий вісник».

## Історія створення
Михайло Коцюбинський у 1905 та протягом 1909—1911 років відвідував Італію та згодом з особливим захопленням згадував острів Капрі, на якому прожив деякий час.
За словами українського літератора Володимира Панченка приїзд Коцюбинського до Італії був «втечею від дійсності».
Наслідком вражень від подорожі на Капрі стала новела «Сон», яку Коцюбинський написав у Чернігові у травні 1911 року.

## Сюжет
Головний герой новели, Антін, мешкає у невеликому містечку, оточений буденністю. Зранку він слухає, як дружина розповідає свої сни, але йому нецікаво; здається, він давно вже не розуміє її. Антін швидко п'є чай та йде на службу до школи. Він йде повз голі дерева, проходить по сірих, пустих алеях...
Повертається к обіду в один й той же час, а потім знов йде у місто, з надією побачити щось нове. Але повертається з тією ж тугою, з якою уходив.  Ввечері він зачиняється у своєму кабінеті та проводить час серед книг.
В Антоні живе потреба краси, але дійсність дає замало.
Та одного разу він прокидається іншим, повністю зануреним у себе. В обід Антін поводить себе збуджено і Марта, його дружина, питає, що сталося. Антін починає розказувати свій сон…
У цьому сні він перебуває на острові в далекім, теплім краї... Стоїть на березі моря та раптом чує голос, який питає його. Антін повертається бачить вродливу дівчину. Вони знайомляться і разом проводять час: гуляють по острову, підіймаються на скелі та дивляться зверху на море. Сидять на траві, як старі знайомі…
Марта уважно слухає. Вона занепокоєна. Раніше їй здавалось, що вона добре знає Антона. Але зараз він для неї постає незрозумілим питанням... 
Антін розповідає далі, як  вони з дівчиною пливли у човні, запливаючи у гроти серед скель, зустрічали рибалок…А потім каже, як добре йому було поруч із цією дівчиною, яка розуміла мову його душі. Марта ревниво питає, чи цілував він її. І чує стверджувальну відповідь...
Марта плаче. Антін намагається заспокоїти її, пояснюючи, що все це — лише сон. Проте Марта іншої думки. Вона вважає, що Антін може так поступити і насправді. Чоловік та жінка починають звинувачувати один одного. Антін дорікає Марті, що вона потонула в буденності; Марта каже Антону, що він сам замкнувся від неї…
Але вони обидва усвідомлюють необхідність змін у своєму житті. І в подальшому їм все частіше вдається знайти спільну мову та за їх столом все частіше червоніють троянди...

## Відгуки
Чеський перекладач О. І. Бочковський в одному з своїх листів писав М. Коцюбинському:
|  | Давно вже не доводилось мені читати такого чудового літературного утвору. Цікаво, що від нього я більше відніс музично-малярське враження, ніж чисто літературне. Впрочім, це я вже раніше зауважив на деяких Ваших оповіданнях. Читаючи «Сон», я рівночасно інтуїтивно чув музику Гріга (спеціально пісню Сольвейг та «Смерть Озе») і малюнки Бекліна «Святий гай» та «Острів мертвих». Отже, окремо ще дякую Вам за таке естетичне свято, яким для мене було читання «Сну». |